# Skunkha
Skunkha (persiano antico: 𐎿𐎤𐎢𐎧 Skuⁿxa; fl. VI secolo a.C.) fu il re dei Massageti (Sakā tigraxaudā ovvero "Saka che indossano berretti a punta"), un gruppo di Saci, nel VI secolo a.C..

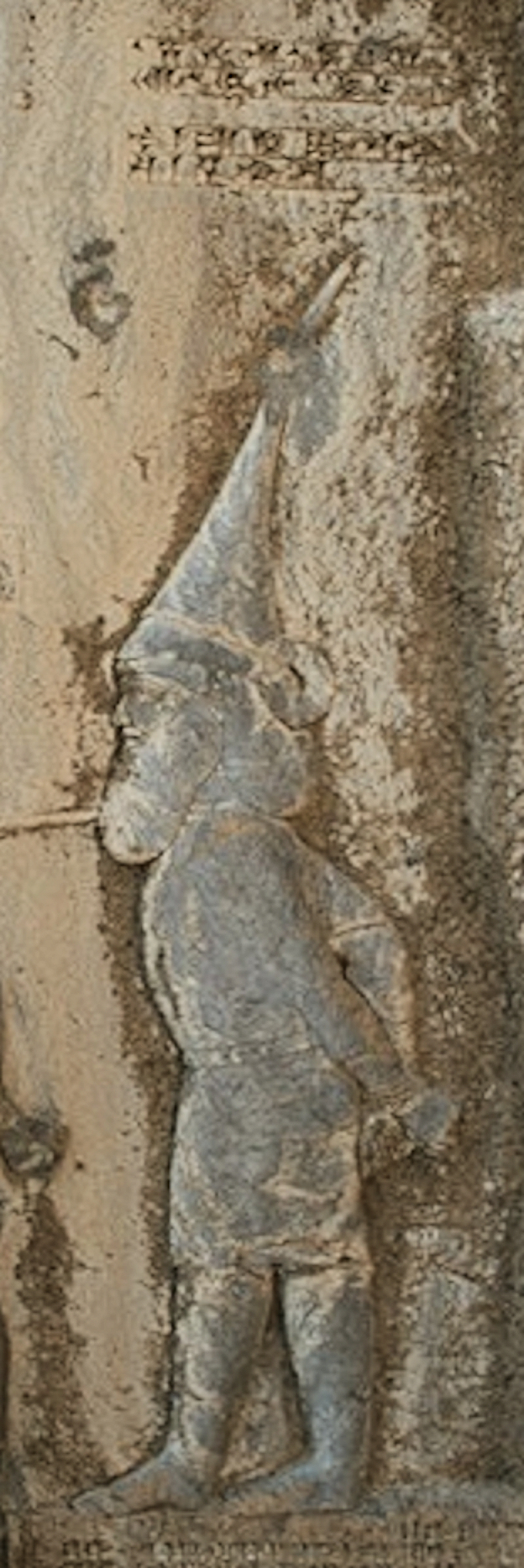
Skunkha nell'iscrizioni di Bisotun

Il nome Skuⁿxa potrebbe essere correlato al termine osseto che significa "distinguersi" e attestato come skₒyxyn ( скойхйн ) nel dialetto Digor e come æsk'wænxun ( ӕскъуӕнхун ) nel dialetto del distretto di Iron.
Skunkha fu catturato quando nel 519 a.C. Dario I di Persia attaccò i Saci. La sua cattura è raffigurata nel bassorilievo delle iscrizioni di Bisotun.
Dopo averlo deposto, Dario lo sostituì con il capo di un'altra tribù.